# GMA Dove Award
GMA Dove Award — музыкальная премия, вручаемая Gospel Music Association США за выдающиеся достижения в христианской музыке. Ранее проводящаяся в Нашвилле, церемония награждения премии была перенесена в Атланту в период 2011—12 годов и затем вернулась в Нашвилл. Церемония включает в себя живые выступления и транслируется на TBN.
Награда была учреждена в 1969 году и представляет множество музыкальных жанров, включая рок, поп, хип-хоп, кантри и другие.

## История
Концепция премии была представлена певцом и автором песен Биллом Гейтером на заседании Gospel Music Association в 1968 году. Также были представлены идея награды в виде голубя, приписываемая Гейтеру, и дизайн награды, приписываемый певцу Лесу Бисли. Первая церемония вручения премии была проведена в Peabody Hotel в Мемфисе, штат Теннесси, а в 1971 году была перенесена в Нашвилл.
3-я церемония вручения премии была признана недействительной из-за явной подтасовки результатов в пользу группы The Blackwood Brothers; церемония не признаётся действительной и по сей день. В 1979 году премия не вручалась из-за решения организаторов перенести вручение премии с осени на весну, что осталось и в наши дни. В 1984 году 15-я церемония вручения премии стала первой, транслируемой по телевидению; трансляцией занималась телекомпания CBN (Christian Broadcasting Network).
Премия проводилась в Нашвилле до 2011 года, пока не была перенесена в Театр Фокса в Атланте, штат Джорджия. Спустя 2 года, в 2013 году, премия вернулась в Нашвилл и стала проводиться на Аллен Арене.

## Номинации
Из-за большого количества номинаций (42 в 2012 году) и жедания показать выступления номинантов в телевизионной версии церемонии вручения показываются только выступления самых популярных артистов.

### Главные
В список главных входят семь номинаций, которые не разделены на жанры:
- Песня года[англ.] — вручается автору (ам) песни и издателю (ям).
- Певец года
- Певица года
- Группа года
- Артист года
- Новый артист года
- Продюсер года

Другие номинации представляют выступления в различных жанрах, а также другой вклад, такой, как художественные произведения и видео. Начиная с 43-й церемонии, они включают в себя:

### Духовая музыка
- Духовая запись года
- Духовой альбом года

### Поп-музыка
- Поп/современная-запись года
- Поп/современный-альбом года[англ.]

### Южный госпел[англ.]
- Южный госпел-запись года
- Южный госпел-альбом года

### Госпел
- Традиционный госпел-запись
- Традиционный госпел-альбом
- Современный госпел-запись
- Современный госпел-альбом

### Мюзикл
- Мюзикл года
- Детский мюзикл года

### Богослужение[англ.]
- Запись года в жанре «богослужение»
- Альбом года в жанре «богослужение»

### Кантри[англ.]иблюграсс
- Кантри-запись года
- Кантри-альбом года
- Блюграсс-запись года
- Блюграсс-альбом года

### Рок
- Рок-запись года
- Рок/современная-запись года
- Рок-альбом года
- Рок/современный-альбом года

### Рэп/хип-хоп[англ.]игородская музыка[англ.]
- Рэп/хип-хоп-запись года
- Рэп/хип-хип-альбом года
- Запись года в жанре «городской современный госпел»

### Прочие
- Инструментальный альбом года
- Детский музыкальный альбом года
- Испаноязычный альбом года
- Концертный альбом года
- Рождественский альбом года
- Хоровой сборник года
- Упаковка записи
- Музыкальное видео года в короткой форме
- Музыкальное видео года в долгой форме

## Новое определение госпела
В 1998 году GMA опубликовала новое определение музыки жанра госпел. Согласно ему, для номинации на GMA Dove Award текст госпел-песни должен соблюдать следующие критерии:
- Быть основанным на исторически правдивой христианской истине, взятой или содержащейся в Библии;
- Содержать выражение поклонения Богу или восхваление за Его работу;
- Содержать свидетельство об связи Бога и Иисуса Христоса;
- Быть созданными на основании христианского мировоззрение и проповедующими его.[9]

До появления определения вся подходившая музыка продавалась в магазинах дружественной Christian Booksellers Association. Новые стандарты привели к жалобам некоторых фанатов и артистов после дисквалификации на церемонии 1995 года тринадцати записей, признанных слишком светскими. После этого определение было отменено, и многие группы, дисквалифицированные в 1999-м, стали победителями на следующей церемонии.